# Ottawa (Schiff, 1932)
Die HMCS Ottawa (H60) war ein Zerstörer der Royal Canadian Navy im Zweiten Weltkrieg. Sie war 1932 als HMS Crusader (H60) von der Royal Navy in Dienst gestellt worden und gehörte zu der nur fünf Schiffe (statt der üblichen neun) umfassenden C-Klasse der Royal Navy. Die britische Labour-Regierung wollte mit der Halbierung der üblichen Klassenstärke ihre Abrüstungsbereitschaft dokumentieren. Weil die Klasse daher nicht in die Struktur der Royal Navy passte, wurden ihre Schiffe ab 1937 der kanadischen Marine überlassen.
Mit ihrem Schwesterschiff Comet wurde die Crusader am 15. Juni 1938 der Royal Canadian Navy übergeben und gleichzeitig in Ottawa umbenannt. Während des Krieges wurde das Schiff vorrangig auf dem Nordatlantik zur Sicherung des britischen Handelsverkehrs eingesetzt, bis sie am 14. September 1942 vom deutschen U-Boot U 91 versenkt wurde.

## Geschichte des Schiffes
Die spätere HMCS Ottawa (H60) wurde am 15. Juli 1930 bei der Marinewerft Portsmouth als Teil des Bauprogramms 1929 bestellt. Das Schiff wurde am 12. September 1930 auf Kiel gelegt und erhielt den Namen HMS Crusader als es am 30. September 1931 vom Stapel lief. Kiellegung und Stapellauf erfolgten am selben Tag wie das Schwesterschiff HMS Comet.

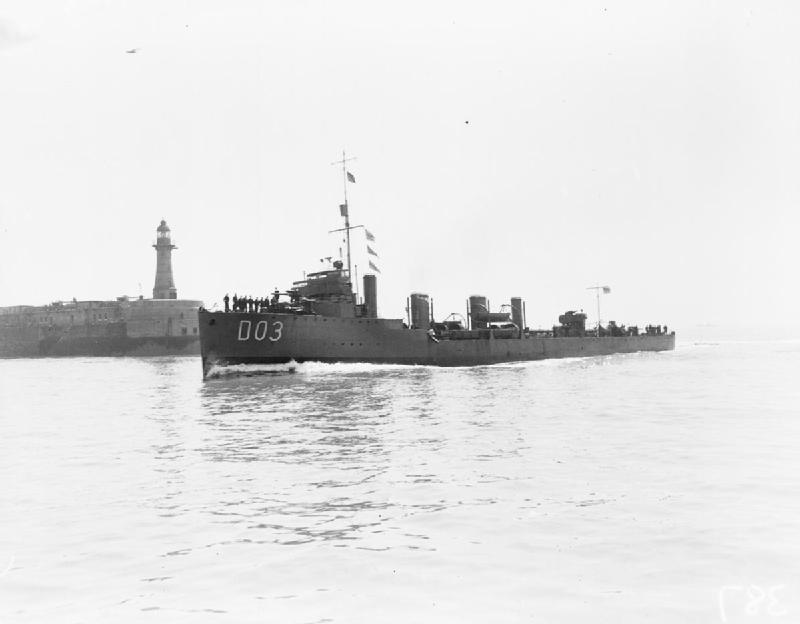
Die erste Crusader der Tribal-Klasse

Die HMS Crusader war das zweite Schiff der Royal Navy mit diesem Namen. Zuvor hatte ihn 1909 ein bei J. Samuel White in Cowes gebauter Zerstörer der Tribal-Klasse erhalten, der 1920 zum Abbruch verkauft wurde.
Die neue Crusader wurde am 2. Mai 1932 fertiggestellt und kam zuerst zur „2nd Destroyer Flotilla“ bei der Home Fleet. Während der Abessinienkrise wurde der Zerstörer im August 1935 ins Mittelmeer verlegt, um mit der Flottille ab September für sechs Monate im Roten Meer und Indischen Ozean das Verhalten der italienischen Flotte zu beobachten. Nach seiner Rückkehr und einer Überholung fuhr das Schiff während der Frühphase des Spanischen Bürgerkriegs in der Biskaya zur Neutralitätsüberwachung, die Waffenlieferungen an eine der Kriegsparteien verhindern sollte. Dazu evakuierte sie in den ersten Kriegsmonaten britische Bürger aus den spanischen Häfen an der Biskaya.
Ab Januar 1937 diente der Zerstörer als Begleitschiff des Flugzeugträgers Courageous bei der Home Fleet. Der Zerstörer wurde dann an die Royal Canadian Navy abgegeben und als Ottawa am 15. Juni 1938 während der Überholung in Sheerness in Dienst gestellt. Am 20. August begann sie mit dem Schwesterschiff Restigouche ihre Abnahmetests, ab Oktober verlegte sie zusammen mit dem Schwesterschiff über Halifax nach Esquimalt an der Pazifikküste, wo sie am 7. November eintrafen. Im Oktober 1939 verlegte die Ottawa als dritter der vier im Pazifik eingesetzten Zerstörer nach Halifax. Zu dieser Zeit waren dies die größten und modernsten Einheiten der Royal Canadian Navy.

### Einsätze im Zweiten Weltkrieg
Die nach dem Kriegsbeginn von der Pazifikküste nach Halifax verlegte Ottawa traf am 7. November 1939 dort ein und wurde als Eskorte von Geleitzügen im Nordatlantik eingesetzt. Als im Mai 1940 entschieden wurde, die Mehrzahl der kanadischen Zerstörer von den Britischen Inseln aus einzusetzen, weil dort die U-Boot-Gefahr wesentlich größer war und die Schiffe dort dringender benötigt wurden, war die Ottawa nach der Kollision mit einem Schlepper nicht einsatzbereit und verlegte so erst Ende August 1940 auf die andere Seite des Atlantiks. Ihr Einsatz erfolgte dort im Bereich der „North Western Approaches“ mit Greenock als Basis. Die Versenkung des italienischen U-Bootes Comandante Faà di Bruno der Marcello-Klasse im November 1940 an der Westküste Schottlands wurde später auch der Ottawa und der Harvester zugeordnet. Als im Frühjahr 1941 entschieden wurde, die kanadischen Schiffe zurück an die Ostküste Kanadas zu verlegen, um die Sicherung der Handelsschiffe in diesem Gebiet zu verstärken, folgte die Ottawa erst im Juni. Sie wurde der „Newfoundland Escort Force“ der Royal Canadian Navy (RCN) zugeteilt, welche die Nordatlantik-Konvois von Neufundland bis in die Mitte des Atlantiks begleiteten.
Der Zerstörer wurde das Führungsschiff einer kanadischen Geleitgruppe, welche die Konvois bis zur Mitte des Atlantiks eskortierte. In dieser Funktion war er in den Jahren 1941/42 im Dauereinsatz. Während eines derartigen Geleites wurde HMCS Ottawa am 13. September 1942 westlich von St. John’s, Neufundland, von U 91 mit zwei Torpedotreffern versenkt. Als im April 1942 fest „Ocean Escort Groups“ aufgestellt wurden, wurde die Ottawa Führungszerstörer der kanadischen EG C.4, die mit dem ehemaligen USN-Zerstörer HMCS St. Francis und vier Korvetten der Flower-Klasse am 10. Mai in Halifax die Sicherung des Konvois SC 85 (62 Schiffe) übernahm und bis zum 14. Juni nach England geleitete. Die U-Boot-Abwehr- und Flugabwehr-Bewaffnung war zu diesem Zweck zulasten der Hauptgeschütze und der Torpedorohre verstärkt.

### Verlust der Ottawa

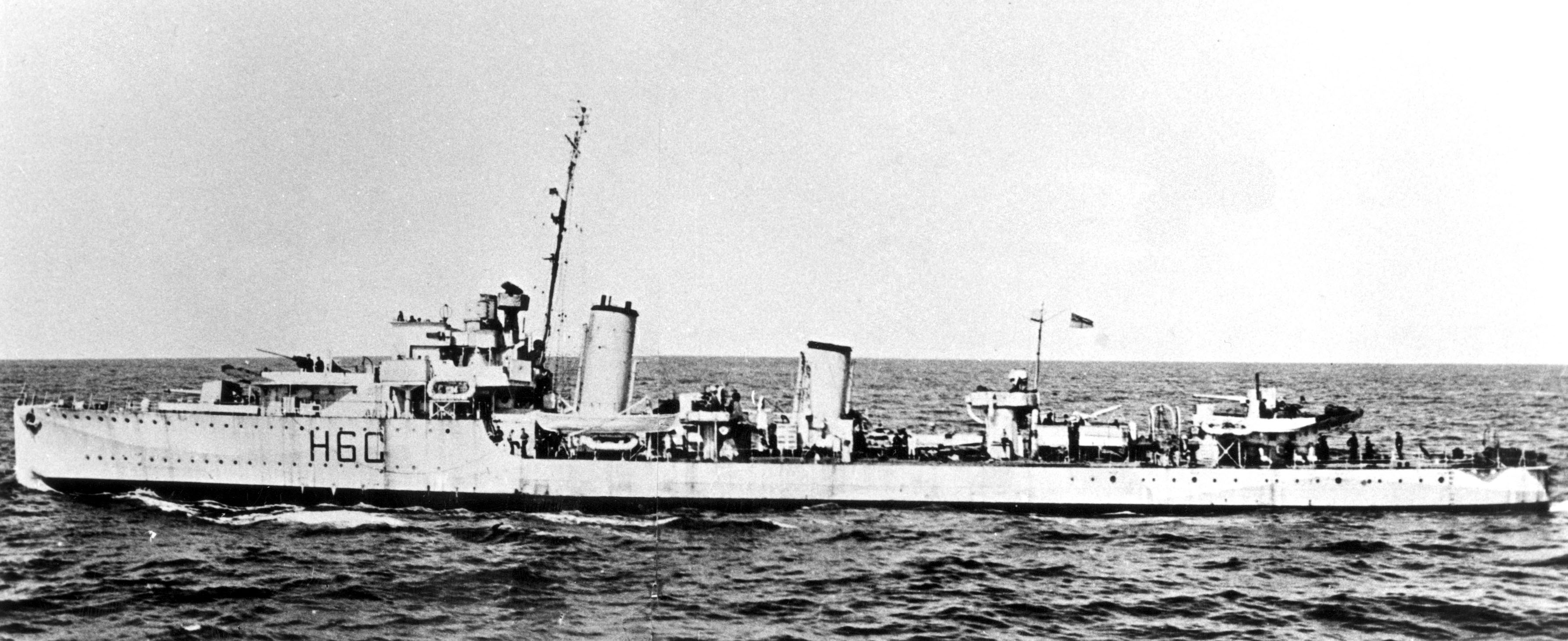
Die Ottawa mit reduzierter Hauptartillerie und Torpedobewaffnung

Am 14. September 1942 wurde die Ottawa bei der Verteidigung des Konvois ON 127 (32 Schiffe) mit der EG C.4 (ex US-Zerstörer HMCS St. Croix und vier Korvetten) gegen die U-Boot-Gruppe Vorwärts (13 U-Boote) vom deutschen U-Boot U 91 500 Seemeilen östlich von St. John’s auf Neufundland torpediert. Der manövrierunfähige Zerstörer wurde nach zehn Minuten noch von einem zweiten Torpedo getroffen und sank dann innerhalb weiterer zehn Minuten auf 47° 55′ 0″ N, 43° 27′ 0″ W. 114 Mann der Besatzung verloren ihr Leben, 69 Schiffbrüchige konnten noch gerettet werden. Von den 34 Schiffbrüchigen des britischen Tanker Empire Oil, welche die Ottawa am 11. gerettet hatte, starben 18. Beim deutschen Rudel waren schon vor der Versenkung der Ottawa alle Boote zum Schuss gekommen und hatten bei etlichen Fehlschüssen sieben Schiffe versenkt und vier beschädigt.